# Scientific Reports
Scientific Reports — рецензований науковий мегажурнал із відкритим доступом, який публікує Nature Portfolio. Журнал засновано в 2011 році, він охоплює всі галузі природничих наук. Засновники журналу поставили за мету оцінювати виключно наукову обґрунтованість поданої статті, а не її ймовірну важливість, значення чи вплив.
У вересні 2016 року журнал став найбільшим у світі за кількістю статей, обігнавши PLOS ONE.

## Реферування та індексування
Журнал реферується та індексується в Chemical Abstracts Service, Science Citation Index Expanded, а також вибірково в Index Medicus/MEDLINE/PubMed. Відповідно до Journal Citation Reports, імпакт-фактор журналу 2021 року становить 4,996.

## Політика рецензування
У Настанові для рецензентів зазначено, що для публікації «стаття має бути науково та технічно обґрунтованою з точки зору методології й аналізу», а рецензенти мають переконатися, що рукописи «не оцінюються на основі їх передбачуваної важливості, значущості чи впливу».

## Суперечки

### Суперечливі статті
У січні 2021 року Scientific Reports відкликав статтю 2019 року, в якій стверджувалося, що «і креаціонізм, і теорія Великого вибуху помилкові, і що чорні діри є рушіями Всесвіту».
Scientific Reports знадобилося більше чотирьох років, щоб відкликати плагіат із бакалаврської роботи угорського математика. Стаття під назвою «Змінена розмірність коробки та середньозважений час отримання у зважених фрактальних мережах» була опублікована в грудні 2015 року, а про плагіат повідомив у січні 2016 року колишній студент-бакалавр. У квітні 2020 року документ було відкликано.
Дослідження, опубліковане в журналі 24 червня 2019 року, стверджує, що сонце спричиняє глобальне потепління. Ґрунтуючись на жорсткій критиці з боку наукового співтовариства, Scientific Reports розпочали розслідування достовірності цього дослідження , і його було відкликано редакторами в березні 2020 року 
Дослідження 2016 року оголосило, що вакцина проти вірусу папіломи людини (ВПЛ) викликає порушення рухливості та пошкодження мозку у мишей. Документ викликав занепокоєння прихильників охорони здоров'я в Японії та в усьому світі через потенційні побічні ефекти вакцини проти ВПЛ на людей. Через два роки дослідження було відкликано, оскільки «експериментальний підхід не відповідає цілям дослідження».

### Відставки членів редколегії
У листопаді 2017 року 19 членів редколегії пішли у відставку через те, що журнал не відкликав плагіатне дослідження 2016 року. Зрештою статтю було відкликано в березні 2018 року.
У 2015 році редактор Марк Маслін пішов у відставку, оскільки журнал запровадив пробну послугу швидкого рецензування рукописів з біології в обмін на додаткову плату.